# 1517

## أحداث
- انتصار العثمانيين على المماليك في معركة الريدانية وسقوط المماليك.
- مارتن لوثر يطلق ثورة إصلاح بروتستانتي.
- تمام سيطرة ونفوذ الدولة العثمانية على الشام ومصر والاشراف يبايعون للسلطان سليم الاول .

## مواليد
- عبد الله الغالب سياسي مغربي
- فرانسوا الأول، دوق لورين
- فرانسيس غراي، دوقة سوفولك
- ناتسومي يوشينوبو ساموراي ياباني

## وفيات
- فرانسيسكو هرنانديز دي كوردوبا (فاتح يوكاتان)
- طومان باي، آخر السلاطين المماليك.